# Kaplica św. Sebastiana w Maniowach
Kaplica św. Sebastiana w Maniowach – rzymskokatolicka kaplica cmentarna znajdująca się w Maniowach, w dekanacie Niedzica, w archidiecezji krakowskiej, w gminie Czorsztyn, przy ul. Mickiewicza.

## Historia
Kaplica powstała jako przebłaganie i prośba okolicznych chłopów o wybawienie od epidemii czerwonki w latach 1720-21. W wyniku choroby zmarło wtedy około 25% wszystkich mieszkańców wsi (130 osób). Gruntownie odnawiana w 1938 r. pod kierunkiem majstra Andrzeja Krzysika z Maniów. 
Jest drewniana, konstrukcji zrębowej. Orientowana, salowa, bez wyodrębnionego z nawy prezbiterium, zamknięta trójbocznie. Na dachu krytym gontem, od strony zachodniej znajduje się sygnaturka, zakończona ośmioboczną banią z iglicą. Użytkowana była wyłącznie jako kaplica cmentarna. Następnie przeniesiona w latach 1987–88 wraz z cmentarzem z dna przyszłego Jeziora Czorsztyńskiego do nowej wsi. Wówczas zrekonstruowano na podstawie rysunków i fotografii rozebrane wcześniej podcienia, mające obecnie strome i zróżnicowane gontowe zadaszenie.

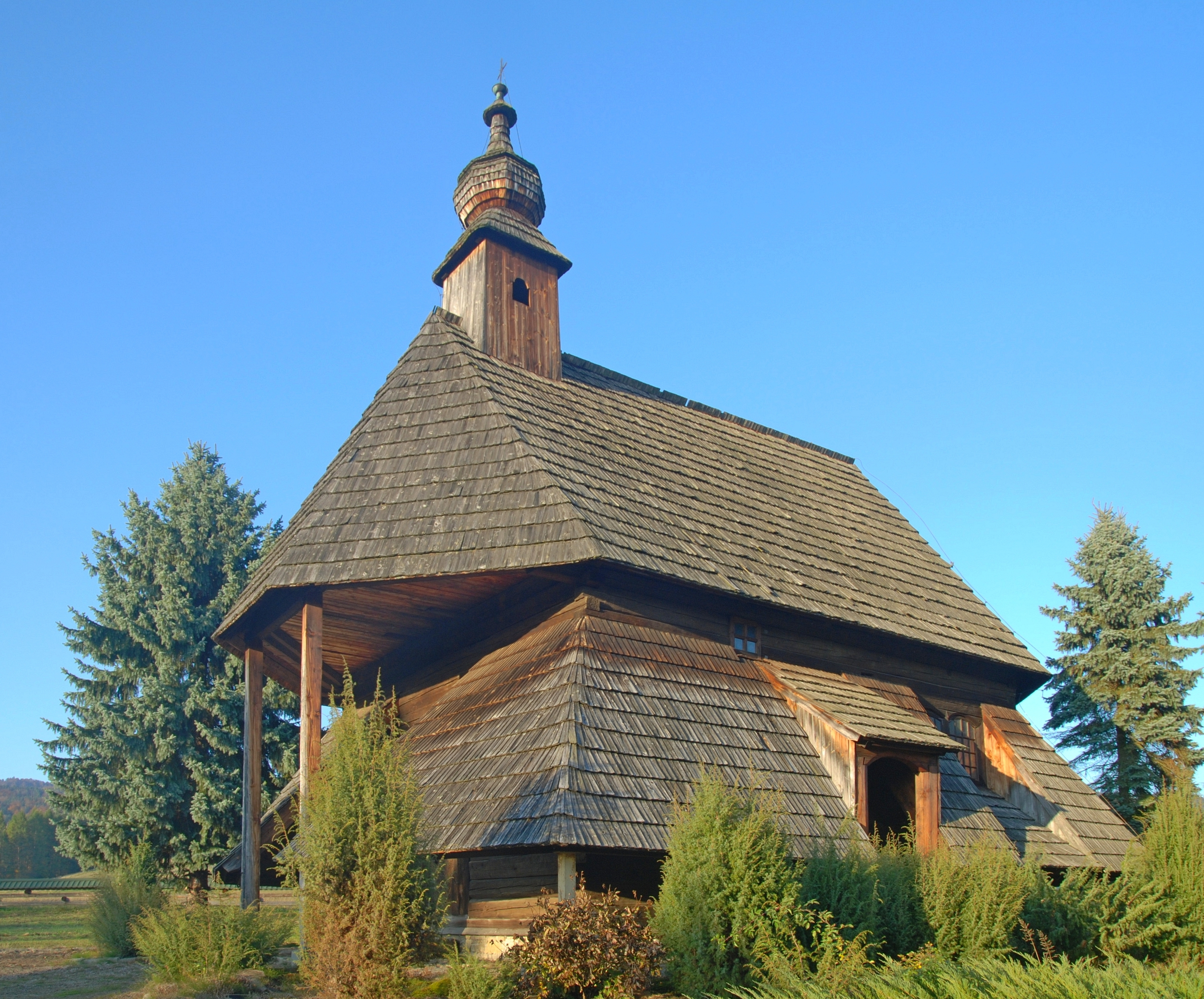
Elewacja boczna
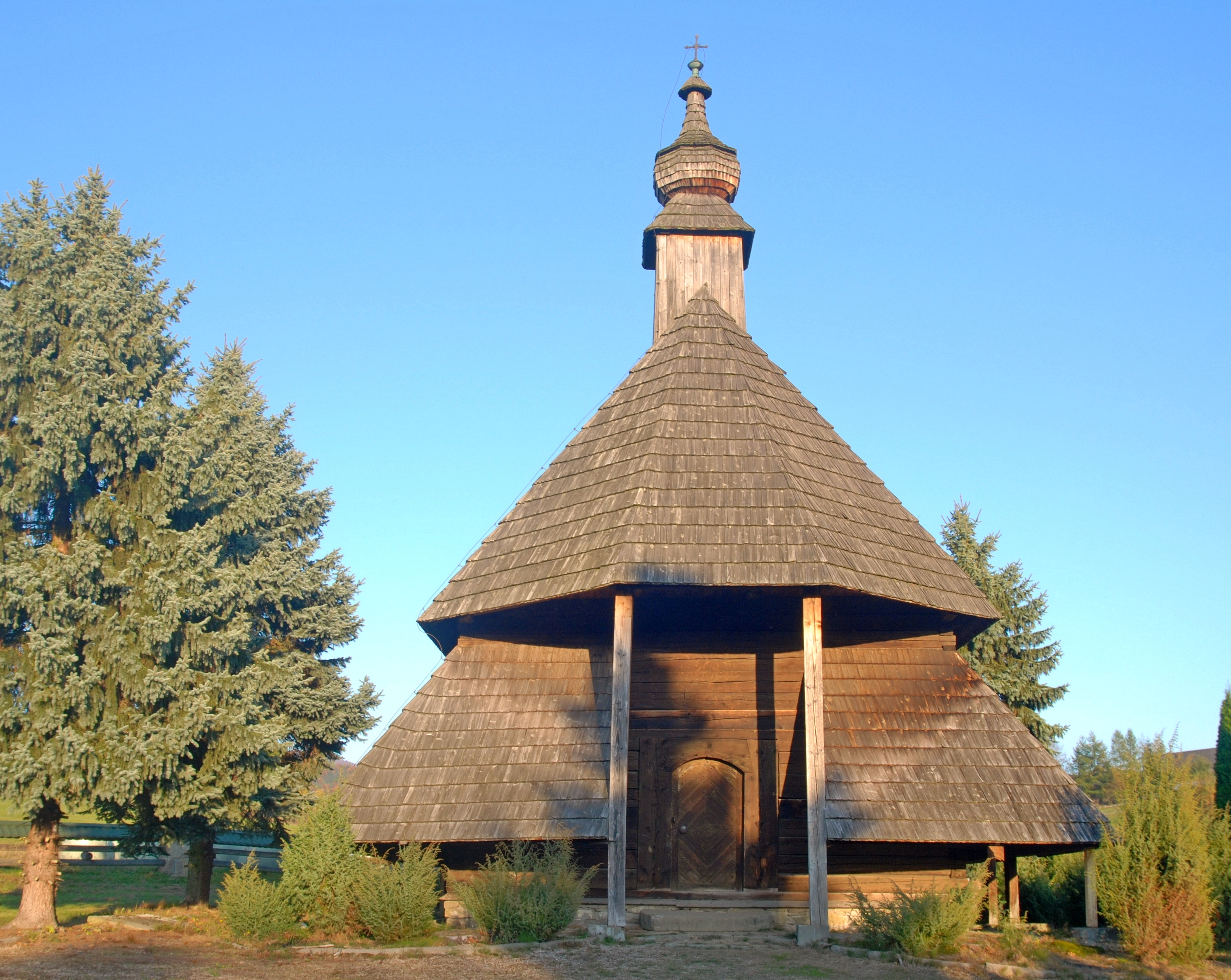
Widok od frontu
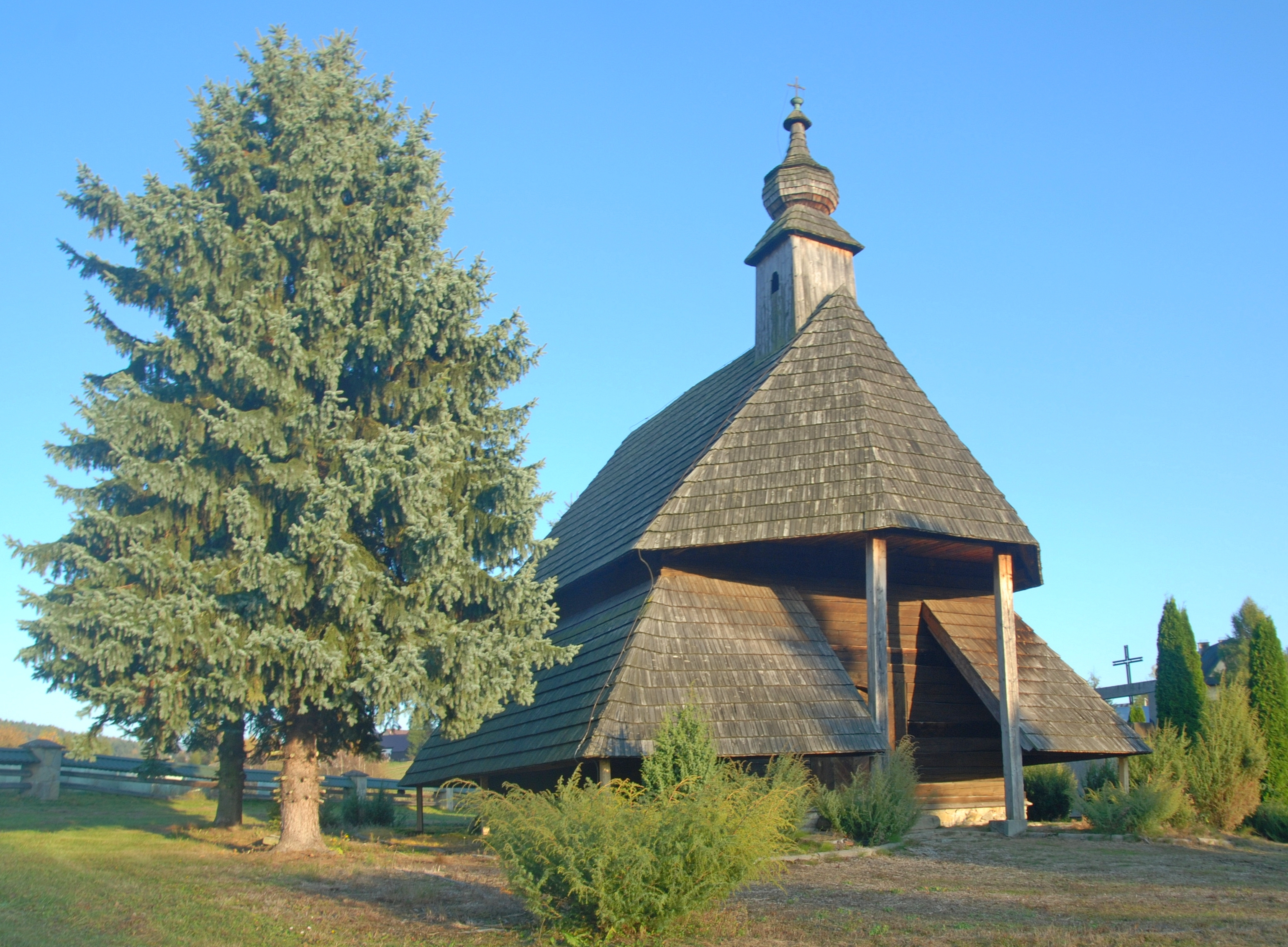
Widok od strony północnej

Wnętrze nakrywa strop płaski. Podłoga jest z desek. Z kaplicy pochodzi tryptyk gotycki, obecnie w Muzeum Narodowym w Krakowie. Na wyposażeniu jest skromny ołtarz i dwa współczesne obrazy.